# Nahr Charoun
 (février 2012).
Si vous disposez d'ouvrages ou d'articles de référence ou si vous connaissez des sites web de qualité traitant du thème abordé ici, merci de compléter l'article en donnant les références utiles à sa vérifiabilité et en les liant à la section « Notes et références ».
Nahr Charoun ou la rivière Charoun est une rivière libanaise prenant sa source (ou issue de ruisseaux saisonniers) dans la montane près d'Aley et se jetant dans Nahr Al Damour plus bas dans la vallée. Elle s'assèche probablement en été et elle n'est pas navigable.